# Chloé Zhao
Triệu Đình (thường được biết đến với tên tiếng Anh là Chloé Zhao, sinh ngày 31 tháng 3 năm 1982) là một nữ đạo diễn, nhà làm phim người Trung Quốc nhưng chủ yếu sinh sống và làm việc tại Hoa Kỳ, cô nổi tiếng với dòng phim độc lập.

## Sự nghiệp
Phim điện ảnh đầu tay của cô, Songs My Brothers Taught Me (2015), được công chiếu tại Liên hoan phim Sundance và nhận được sự đánh giá cao của giới phê bình, tác phẩm giành được đề cử của Giải Tinh thần độc lập cho phim đầu tay hay nhất.
Phim điện ảnh thứ hai, The Rider (2017) tiếp tục được giới phê bình khen ngợi và nhận được đề cử tương tự cùng với Đạo diễn xuất sắc nhất.
Triệu Đình gặt hái được nhiều thành công hơn nữa với tác phẩm Nomadland (2020), thu hút sự chú ý lớn của quốc tế và giành được nhiều giải thưởng danh giá như Đạo diễn xuất sắc nhất tại Giải Quả cầu vàng, Giải thưởng Đạo diễn của Hiệp hội Đạo diễn Hoa Kỳ, Giải thưởng Điện ảnh Viện Hàn lâm Anh Quốc lần thứ 74 (Triệu Đình là người phụ nữ thứ 2 đoạt giải này) và đặc biệt là giải Oscar. Triệu Đình là đạo diễn nữ người châu Á đầu tiên chiến thắng Giải Sư tử vàng tại Liên hoan phim Venice và Giải Sự lựa chọn của Công chúng tại Liên hoan phim quốc tế Toronto. Cô được đề cử cho một loạt giải thưởng như Hình ảnh xuất sắc nhất, Đạo diễn xuất sắc nhất, Kịch bản chuyển thể xuất sắc nhất và Dựng phim xuất sắc nhất tại Lễ trao giải Oscar lần thứ 93 và đã giành chiến thắng tại hạng mục Đạo diễn xuất sắc nhất - trở thành người phụ nữ thứ 2 giành được giải thưởng này.
Tháng 9 năm 2018, Triệu Đình chính thức đảm nhận vai trò đạo diễn cho phim điện ảnh thuộc Vũ trụ điện ảnh Marvel mang tên gọi The Eternals. Tác phẩm dự kiến ra mắt năm 2020 nhưng bị tạm hoãn do ảnh hưởng của Đại dịch COVID-19. Phim sẽ được công chiếu trong năm 2021.
Cô được tạp chí Time (Mỹ) vinh danh trong danh sách 100 người có ảnh hưởng nhất thế giới năm 2021.

## Đời tư
Triệu Đình hiện đang sinh sống tại Ojai và Burbank, California, Hoa Kỳ. Bạn đời của cô là Joshua James Richards - cộng sự kiêm quay phim chính trong những tác phẩm của Triệu. Cô chia sẻ rằng không giống như hiện nay, bản thân Triệu thời trẻ từng là một "Outsider" - tức những người ưa thích "lối sống du mục hiện đại" tự do, nay đây mai đó, và đó cũng là những kinh nghiệm, trải nghiệm quý báu để Triệu sáng tạo nên những tác phẩm điện ảnh của mình sau này.

## Tranh cãi
Dù sinh ra ở Trung Quốc, Triệu Đình lại chủ yếu học tập, sinh sống và làm việc ở Mỹ. Năm 2013, cô từng gây tranh cãi lớn khi phát biểu trước truyền thông Hoa Kỳ về quê hương rằng: "Tôi lớn lên ở Trung Quốc, đó là nơi đầy rẫy dối trá". Điều này đã dẫn đến việc thông tin Triệu Đình đoạt giải Oscar bị kiểm duyệt nghiêm ngặt ở quê nhà Trung Quốc cũng như Hồng Kông, đồng thời bị chặn khi tìm kiếm trên các nền tảng mạng xã hội nội địa của nước này.